# Han Chengdi
Chengdi (漢成帝; ur. 51 p.n.e., zm. 7 p.n.e.) – cesarz chiński z dynastii Han w latach 33–7 p.n.e. Syn cesarza Yuandi i cesarzowej Wang.
W trakcie rządów pozostawał pod silnym wpływem matki co spowodowało wzmocnienie wpływów rodu Wang i osłabienie dynastii Han. Jego pierwszą żoną była Xu, z rodu wywodzącego się od pierwszej żony cesarza Xuana, Xu Pingjun. Jednakże ze względu na brak dzieci, matka w trosce o ciągłość dynastii, zachęcała syna do posiadania konkubin. Około roku 19 p.n.e. Cheng Di odsunął Xu i faworyzował siostry Zhao – Zhao Feiyan i Zhao Hede. Mimo tych wszystkich zabiegów pozostał bezdzietny, i po niespodziewanej śmierci (jedna z teorii głosi, że po przedawkowaniu afrodyzjaków podanych przez Zhao Hede), tron objął jego bratanek, książę Liu Xin.